# Зайсанов, Хамза Ерзинулы
Зайсанов, Хамза Ерзинулы (каз. Хамза Ерзінұлы Зайсанов) (1912, Зайсанский уезд, Семипалатинская область, Российская империя — 1965, Улан-Батор, МНР) — генерал-майор авиации МНРА (1944), командующий ВВС МНР, видный представитель казахской диаспоры в Монголии.

## Биография
Родился в 1912 году в Зайсанском уезде Семипалатинской области Российской империи (современная территория Зайсанского района Восточно-Казахстанской области). Рано осиротев, в возрасте 10 лет был вынужден эмигрировать в Монголию. Некоторое время воспитывался в семье монгольских казахов, затем проживал в детском доме в Улан-Баторе.
Обучался сперва в городе Кобдо (ныне Ховд) на ветеринарного врача. Затем вместе с другими монгольскими студентами был отправлен в СССР: сначала на курсы подготовки офицеров конницы в Тамбов, затем в Оренбургское лётное училище, где также работал переводчиком.
1 декабря 1938 года был назначен командиром первого в Монголии авиационного полка. В 1939 году участвовал в боях на Халхин-Голе в качестве пилота истребителя. За проявленное мужество был награждён орденом Красной Звезды.
После начала Великой Отечественной войны изъявил желание отправиться на фронт в качестве добровольца, однако руководство Монгольской народно-революционной армии сочло, что опытный офицер будет более полезен в тылу. В 1942 году был назначен командующим ВВС Монголии. В 1943—1944 годах принимал участие в конфликте с войсками Гоминьдана.
В 1944 году вошёл в число 11 военных, которым впервые в истории Монголии было присвоено звание генерал-майора. В тот же период был награждён монгольским и советским орденами Красного Знамени. Позднее получил третий орден Красного Знамени.
С 1948 по 1950 (по другим данным, по 1951) годы обучался в Военно-воздушной академии в Монино (ныне носит имя Ю. А. Гагарина), однако об окончании академии данных нет. В 1950-е собирался переехать в Казахскую ССР, однако советское правительство не дало разрешения на переезд.
Умер после продолжительной болезни в 1965 году в военном госпитале Улан-Батора.

## Семья

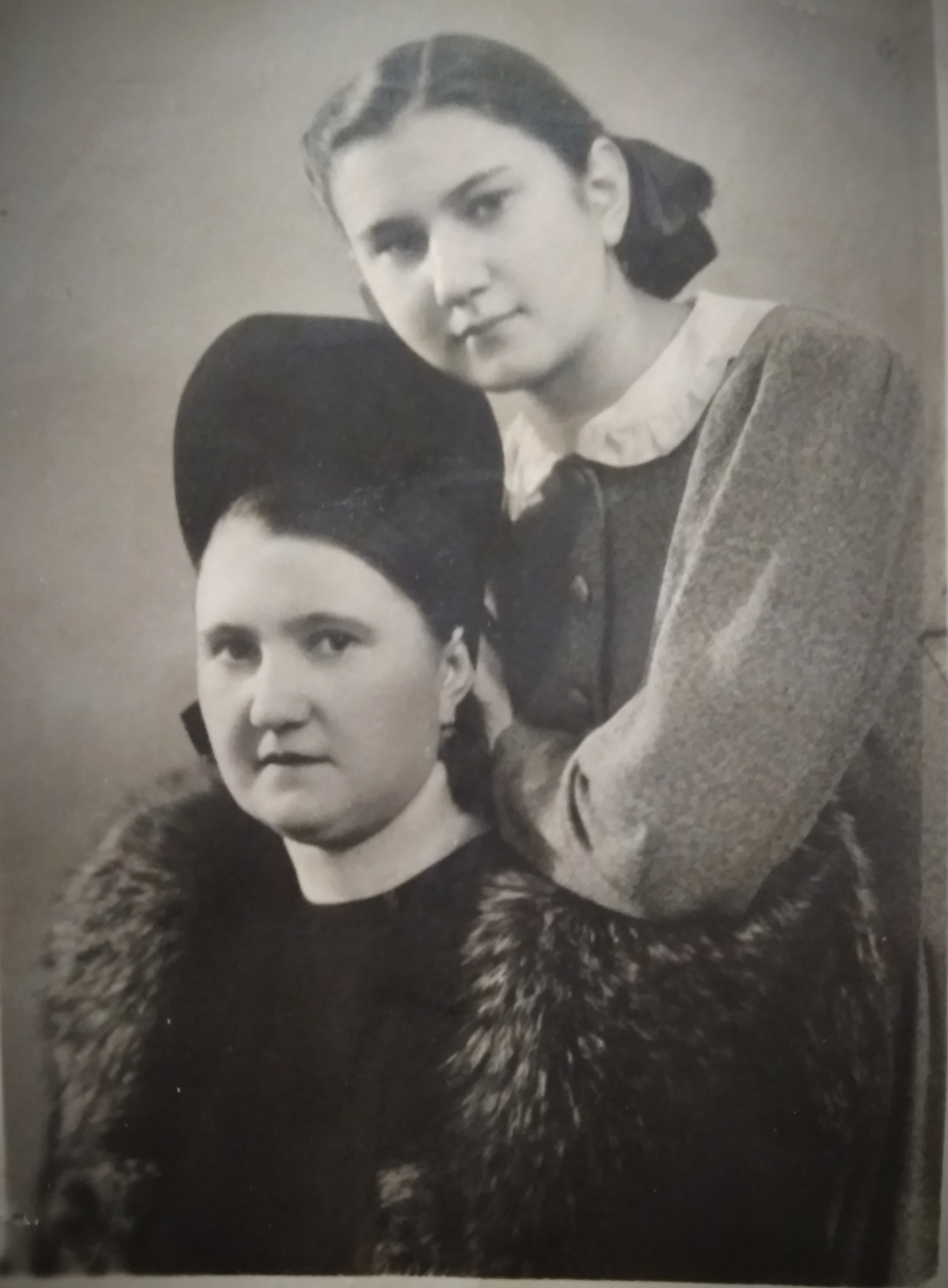
Жена и дочь Хамзы Зайсанова

Жена — Зайсанова Мария Петровна (урожденная Самойлова 15.01.1915 (Тамбов, Российская Империя) — 13.05.1978 (МНР, Улан Батор)) похоронена на русском кладбище Улан-Батора, до 2019 года могила считалась утерянной.
Дочь Жанна (Сосыр), закончила Иркутский государственный университет. Проживает в г. Саратове, имеет сына Андрея (1969 г. р.) и дочь — Елену
(1960 г. р.) Внуки: Ольга (1984), Наталия (1988), Максим. Правнуки: Жанна (2015).
Сын Геннадий (Ганс) — полковник медицинской службы, проходил службу в Забайкальском военном округе, умер, проживал в городе Новороссийске. Дети: Аркадий (усыновлен, судьба неизвестна); Мария (1985 г.р.). Правнуки: Даниил (2009 г.р.), Марк (2014 г.р.), Артём (2024г.р.)

## Награды
- 2 ордена Красного Знамени (МНР).
- Орден Красного Знамени (СССР).
- Орден Красной Звезды.
- Медаль «За Победу над Японией» (МНР).
- Знак «Участнику боёв у Халхин-Гола».

## Память
Именем Хамзы Зайсанова названа школа в аймаке Баян-Улгий.